# Henri Ponsot
Pour les articles homonymes, voir Ponsot.
Henri Ponsot est un diplomate français né le 2 mars 1877 à Bologne et décédé le 1er mars 1963.
Après des études de droit à l'université de Dijon, il est entré dans la carrière diplomatique en 1903.
Après avoir séjourné au Siam, à Berlin et au Canada, il est nommé secrétaire général du gouvernement tunisien en 1922.
Appelé à la Sous-Direction des affaires d'Afrique, il négocie avec l'Espagne une entente pour une action commune au Maroc et conduit les pourparlers d'Oujda (mai 1925). Il devient ensuite haut-commissaire de France au Levant d'août 1926 à juillet 1933, basé à Beyrouth, puis résident général de France au Maroc d'août 1933 à mars 1936. En février-mars 1934, il parachève alors l'œuvre de pacification en soumettant l'Anti-Atlas et en assurant des liaisons permanentes avec la Mauritanie. Il poursuit l'équipement industriel du pays et procède aux premiers aménagements du tarif douanier. Il est nommé ambassadeur de France en 1934 et, de mars 1936 à octobre 1938, est ambassadeur de France en Turquie. Mis alors en retraite d'office par Alexis Léger pour permettre au Quai d'Orsay de trouver à Ankara une nouvelle affectation à l'ambassadeur de France délogé du poste de Vienne en Autriche par l'Anschluss, il est consulté pendant l'Occupation par le groupe de résistants mené par Jean Chauvel. À la Libération, Chauvel le nomme à Genève pour participer à la création du Haut Commissariat aux réfugiés. Il y restera plusieurs années, jusqu'à sa retraite définitive.